# Еманзельга
Еманзельга — деревня в Ачитском городском округе Свердловской области. Управляется Ключевским сельским советом. Названа по реке Еманзельга (Еманжельга), название которой переводится с татарского как «плохая река».

## География
Деревня располагается на правом берегу реки Еманзельга в 36 километрах на юго-восток от посёлка городского типа Ачит.

### Часовой пояс
Еманзельга, как и вся Свердловская область, находится в часовой зоне МСК+2. Смещение применяемого времени относительно UTC составляет +5:00.

## Население
| 2002 | 2010 | 2021 |
| ---- | ---- | ---- |
| 139  | ↘111 | ↘58  |

## Инфраструктура
Деревня разделена на 5 улиц: Механизаторов, Н.Хазипова, Нагорная, Новая, Центральная.

## Знаменитые уроженцы
- Назип Хазипович Хазипов[8] (1924—1945) — Герой Советского Союза.